# Wagaicis wagae
Wagaicis wagae là một loài bọ cánh cứng trong họ Ciidae. Loài này được Wankowicz miêu tả khoa học năm 1869.